# Chalidż at-Tina
Chalidż at-Tina – zatoka Morza Śródziemnego położona u wybrzeży Egiptu, na wschód od miasta Port Said i na zachód od jeziora Bardawil. Wschodnie wybrzeże zatoki jest płaskie, z wąskim pasem piasku oddzielającym rozległe słonowodne jezioro od morza. Nad brzegiem zatoki, około 10,5 mili (16,9 km) na południowy wschód od Port Said, stoi zrujnowany kwadratowy fort o wysokości 9 m. Zatoka jest przeważnie płytka, z głębokościami mniejszymi niż 10 m, które miejscami rozciągają się do około 14 mil (23 km) od brzegu. Nazwa zatoki w języku arabskim oznacza w dosłownym tłumaczeniu zatoka błota. W języku angielskim jest ona również znana jako Bay of Pelusium, od nazwy starożytnego miasta Peluzjum, które leżało nad jej brzegami.